# ユタ映画批評家協会賞 (2015年)
14th UFCA Awards

作品賞: 

『 マッドマックス 怒りのデス・ロード 』
第14回ユタ映画批評家協会賞（だい14かいユタえいがひひょうかきょうかいしょう）は2015年の映画を対象としており、2015年12月22日に受賞者が発表された。

## 受賞一覧

### 作品賞
- 受賞 - 『マッドマックス 怒りのデス・ロード』
  - 次点 - 『オデッセイ』

### 監督賞
- 受賞 - ジョージ・ミラー - 『マッドマックス 怒りのデス・ロード』
  - 次点 - リドリー・スコット - 『オデッセイ』

### 主演男優賞
- 受賞 - レオナルド・ディカプリオ - 『レヴェナント: 蘇えりし者』
  - 次点 - マット・デイモン - 『オデッセイ』

### 主演女優賞
- 受賞 - ブリー・ラーソン - 『ルーム』
  - 次点 - シアーシャ・ローナン - 『ブルックリン』

### 助演男優賞
- 受賞 - シルヴェスター・スタローン - 『クリード チャンプを継ぐ男』
  - 次点 - オスカー・アイザック - 『エクス・マキナ』

### 助演女優賞
- 受賞 - ローズ・バーン - 『SPY/スパイ』
  - 次点 - アリシア・ヴィキャンデル - 『エクス・マキナ』

### オリジナル脚本賞
- 受賞 - ピート・ドクター、メグ・レフォーブ、ジョシュ・クーリー - 『インサイド・ヘッド』
  - 次点 - トム・マッカーシー、ジョシュ・シンガー - 『スポットライト 世紀のスクープ』

### 脚色賞
- 受賞 - ドリュー・ゴダード - 『オデッセイ』
  - 次点 - ニック・ホーンビィ - 『ブルックリン』

### 撮影賞
- 受賞 - ジョン・シール - 『マッドマックス 怒りのデス・ロード』
  - 次点 - エマニュエル・ルベツキ - 『レヴェナント: 蘇えりし者』

### アニメーション映画賞
- 受賞 - 『インサイド・ヘッド』
  - 次点 - 『映画 ひつじのショーン〜バック・トゥ・ザ・ホーム〜』

### 外国語映画賞
- 受賞 ― 『禁じられた歌声』 モーリタニア
  - 次点 - 『サウルの息子』 ハンガリー

### ドキュメンタリー映画賞
- 受賞 ― 『ハンティング・グラウンド』
  - 次点 - 『AMY エイミー』